# Luigi Pompeo Pinelli
Luigi Pompeo Pinelli, född den 8 maj 1840 nära Treviso, död 1913, var en italiensk skald.
Pinelli, som var överlärare i italienska litteraturen vid lyceet i Udine, var en djupsinnig och övervägande svårmodig lyriker. Han är författare till Dolori e speranze (1860), L’Italia pretesca e ciarlatanesca (1867), Vita intima (1876), Poesie minime (1880), Ritagli di tempo (1890) och Discorsi (1891). 